# Фестивалі Редінг і Лідс
Reading Festival і Leeds Festival — пара щорічних музичних фестивалів, які проходять в Редінгу та Лідсі у Великій Британії та управляються Живою Нацією (англ. Live Nation). Ці події проходять у п'ятницю, суботу та неділю на вихідному тижні серпня. Фестиваль Редінгу проводиться на фермі Літтл-Джона на Річфілд-авеню в центрі Редінгу, біля мосту Кавершам. Захід у Лідсі проходить у парку Бремхем, поблизу Ветербі, на території історичного будинку. Хедлайнери та більшість виконавців другого плану зазвичай грають на обох майданчиках, при цьому п’ятничний склад Reading стає суботнім складом Leeds, суботній склад Reading виступає в Лідсі в неділю, а п’ятничний склад Leeds відвідує Reading у неділю. Кемпінги доступні на обох сайтах, а квитки вихідного дня включають кемпінг. Також продаються денні квитки.
Між 1998 та 2007 роками, подвійні фестивалі були відомі офіційно як «Carling Weekend» до того, поки шляхи з їх спонсором Керлінгом не розійшлися в листопаді 2007.

## Хедлайнери
- 2024: Blink-182, Fred Again, Liam Gallagher, Lana Del Rey, Catfish and the Bottlemen, Gerry Cinnamon
- 2023: Sam Fender, Foals, the Killers, the 1975, Billie Eilish, Imagine Dragons
- 2022: Dave, Megan Thee Stallion, Arctic Monkeys, Bring Me the Horizon, the 1975, Halsey
- 2021: Liam Gallagher, Biffy Clyro, Stormzy, Catfish and the Bottlemen, Post Malone, Disclosure
- 2020 (cancelled): Liam Gallagher, Rage Against the Machine, Stormzy
- 2019: The 1975, Foo Fighters, Post Malone/Twenty One Pilots
- 2018: Fall Out Boy, Kendrick Lamar/Panic! at the Disco, Kings of Leon
- 2017: Eminem, Muse, Kasabian
- 2016: Foals/Disclosure, Red Hot Chili Peppers, Biffy Clyro/Fall Out Boy
- 2015: Mumford & Sons, Metallica, the Libertines
- 2014: Queens of the Stone Age/Paramore, Arctic Monkeys, Blink-182
- 2013: Green Day, Eminem, Biffy Clyro

- 2012: The Cure, Kasabian, Foo Fighters
- 2011: My Chemical Romance, The Strokes, Pulp, Muse
- 2010: Guns N' Roses, Arcade Fire, Blink-182
- 2009: Kings of Leon, Arctic Monkeys, Radiohead
- 2008: Rage Against The Machine, The Killers, Metallica
- 2007: Razorlight, Red Hot Chili Peppers, Smashing Pumpkins
- 2006: Franz Ferdinand, Muse, Pearl Jam
- 2005: Pixies, Foo Fighters, Iron Maiden
- 2004: The Darkness, The White Stripes, Green Day
- 2003: Linkin Park, Blur, Metallica
- 2002: The Strokes, Foo Fighters, Guns N' Roses (Leeds), The Prodigy
- 2001: Travis, Manic Street Preachers, Eminem
- 2000: Oasis, Pulp, Stereophonics
- 1999: The Charlatans, Blur, Red Hot Chili Peppers
- 1998: Jimmy Page & Robert Plant, Beastie Boys, Garbage
- 1997: Suede, Manic Street Preachers, Metallica
- 1996: The Prodigy, Black Grape, The Stone Roses
- 1995: Smashing Pumpkins, Björk, Neil Young
- 1994: Cypress Hill, Primal Scream, Red Hot Chili Peppers
- 1993: Porno For Pyros, The The, New Order
- 1992: Nirvana, The Wonder Stuff, Public Enemy
- 1991: Іггі Поп, James, The Sisters of Mercy
- 1990: The Cramps, Inspiral Carpets, Pixies
- 1989: New Order, The Pogues, The Mission
- 1988: Ramones, Starship, Squeeze
- 1987: The Mission, Status Quo, Alice Cooper
- 1986: Killing Joke, Hawkwind, Saxon
- 1984 і 1985: — * 1983: The Stranglers, Black Sabbath, Thin Lizzy
- 1982: Budgie, Iron Maiden, The Michael Schenker Group
- 1981: Girlschool, Gillan, The Kinks
- 1980: Рорі Галлагер, UFO, Whitesnake
- 1979: The Police, The Scorpions, Peter Gabriel
- 1978: The Jam, Status Quo, Patti Smith
- 1977: Golden Earring, Thin Lizzy, Alex Harvey
- 1976: Gong, Рорі Галлагер, Osibisa
- 1975: Hawkwind, Yes, Wishbone Ash
- 1974: Alex Harvey, 10cc, Traffic
- 1973: Рорі Галлагер, The Faces, Genesis
- 1972: Curved Air, The Faces, Ten Years After
- 1971: Arthur Brown, East of Eden, Colosseum
- 1970: The Groundhogs, Кет Стівенс, Deep Purple
- 1969: Pink Floyd, The Who, The Nice
- 1968: T. Rex, Jethro Tull, The Nice
- 1967: The Small Faces, Paul Jones, Cream
- 1966: The Who, The Yardbirds, Cream
- 1965: The Yardbirds, Manfred Mann, The Animals
- 1964: The Yardbirds, Manfred Mann, The Rolling Stones
- 1963: The Rolling Stones, Лонг Джон Болдрі, Muddy Waters
- 1962: Humphrey Lyttelton, Kenny Ball
- 1961: Roger Damen, John Frodsham, Dick Charlesworth, Charlie Barnes, Tubby Hayes, Ken Colyer, Clyde Valley Stompers